# Viktor Koeprejtsjik

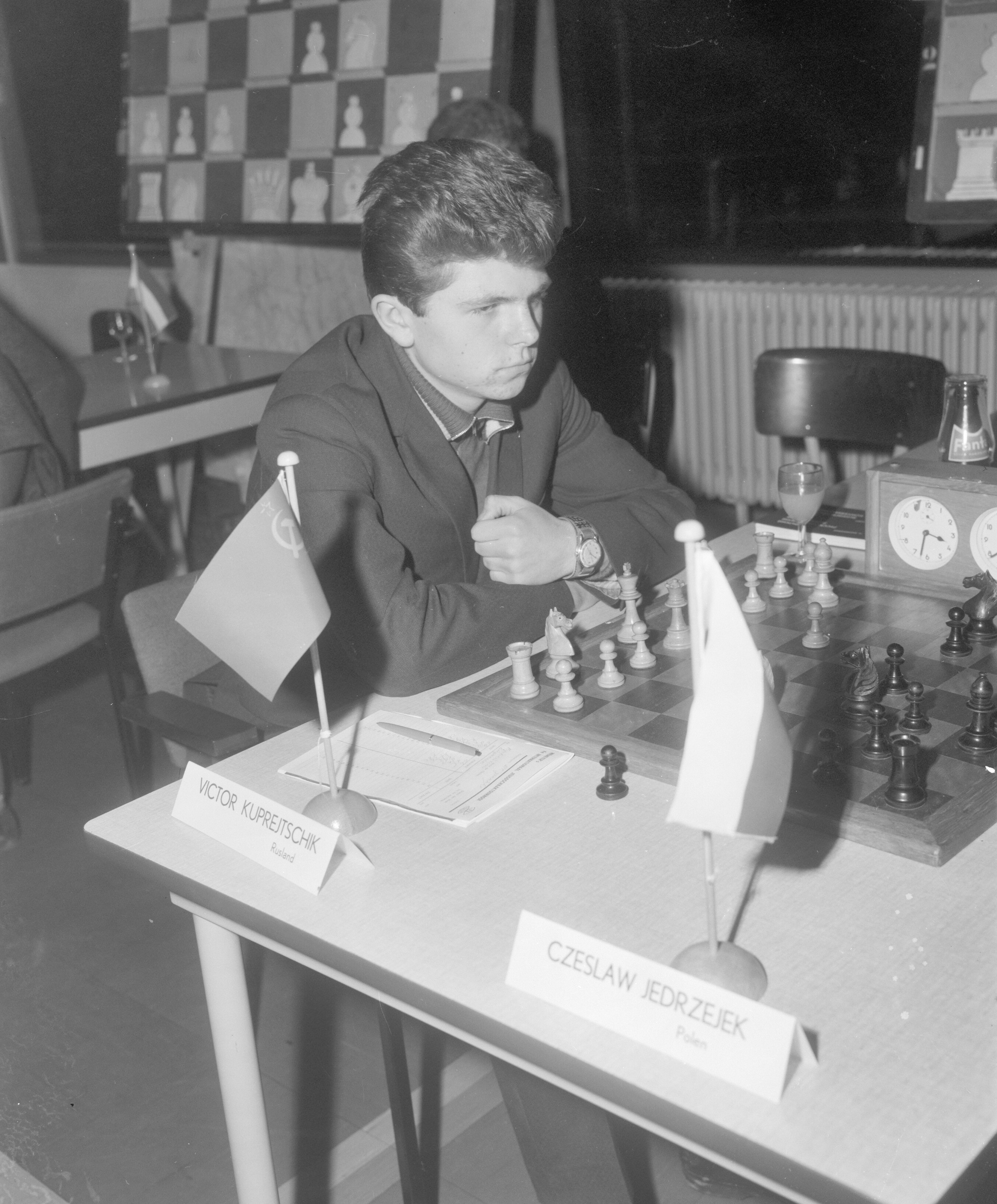
Koeprejtsjik (Schaakfestival Groningen, 1965)

Viktor Davijdovitsj Koeprejtsjik (Russisch: Виктор Давыдович Купрейчик, Wit-Russisch: Віктар Давыдавіч Купрэйчык, Wiktar Dawijdawitsj Kuprejtschijk) (Minsk, 3 juli 1949 - aldaar, 22 mei 2017) was een schaker uit Wit-Rusland. In 1980 werd hij een FIDE grootmeester (GM). In 1972 and 2003 won hij het kampioenschap van Wit-Rusland. Hij nam een aantal keren deel aan het kampioenschap van de Sovjet-Unie, maar is nooit kampioen geworden. 
In 1968 won hij op 19-jarige leeftijd de individuele gouden medaille op het 15e Wereldkampioenschap schaken voor studententeams in Ybbs. In 1977 won hij het toernooi in Wijk aan Zee, in 1978 het toernooi in Kirovakan (gedeeld), in 1980 het Reykjavik Open, het toernooi in Plovdiv, en het toernooi in Medina del Campo. In 1981 won hij in "Hastings".
In 1987 won hij samen met Oleksandr Beljavsky het toernooi te Malmö in Zweden. In 2002 won Koeprejtsjik de B-groep van de eerste editie van het Aeroflot Open. In oktober 2005 werd in Senden het 23e Münsterland open-toernooi verspeeld. Koeprejtsjik eindigde met 6.5 uit 9 op de derde plaats. In 2010 won hij de Europese kampioenschappen rapidschaak voor senioren.
Als aanvallende speler kwam hij in het beginstadium van een toernooi vaak aan de leiding, om daarna in de laatste rondes uitgeput te zijn en veel te verliezen; bijvoorbeeld: in beide kampioenschappen van de Sovjet-Unie in 1979 en 1980 won hij 5 partijen op rij, om uiteindelijk op een zesde plaats te eindigen.
Hij overleed op 22 mei 2017.

## Openingsvariant
Koeprejtsjik heeft het Middengambiet geanalyseerd en een variant van dit gambiet is naar hem vernoemd:

1.e4 e5 2.d4 exd4 3.Dxd4 Pc6 4.De3 Pf6 5.Pc3 Lb4 6.Ld2 0-0 7.0-0-0 Te8 8.Lc4 d6 9.Ph3 

## Familie
Zijn nicht is de Wit-Russische vrouwelijke Internationaal Meester (WIM) Anastasia Sorokina.